# علي آل بازركان
علي آل بازركان (ولد 1887 م - توفي 1958 م) عربي الاصل من قبيلة قيس عراقي البلد. اباه والي بغداد آل بازركان أحمد باشا 1691 م. درس بكتاتيب بغداد ومدارسها.

## أعماله
- أسس مكتب الترقي الجعفري العثماني عام 1908.
- بعد الاحتلال الإنجليزي لبغدادفي 11 مارس 1917، وجراء التعسف الذي شاهده من قوات الاحتلال أسس حزب الاستقلال في اواخر سنة 1919 مطالبا بأستقلال العراق.
- هو أحد الخمسين الذين اختارهم أعيان بغداد لتقديم جواب الاستفتاء على مصير العراق العربي وهي مطاليب الشعب وكان ذلك في 22  يناير 1919.
- أسس المدرسة الاهلية الثانوية في 14 ايلول عام 1919 وكانت مركزا تعليمياوسياسيا. قاد حركة المناهضة للاحتلال الإنكليزي في العراق العربي.
- أحد الاربعة التي اصدرت سلطات الاحتلال والانتداب الإنكليزي القبض عليه فجر يوم الخميس المصادف 12 آب عام 1920 حيث قررت محاكمته ثم اعدامه كما افاد له الحاكم السياسي العام بالوكالة أي_تي ولسن بعد نقله العراق وكان ذلك في لقاءهما في القدس في 14 ايار 1921. فرحل إلى الفرات الأوسط مركز الثورة العراقية ليلة السبت 15 اب 1920 ولم تستطع حكومة الاحتلال والانتداب من القاء القبض عليه ببغداد.
- رفع بيرق العراق العربي فوق بلدية كربلاء عند إعلان حكومة ثورة العشرين وألقى خطبة عند تنصيب متصرفها السيد محسن أبو طبيخ في يوم الخميس 7 تشرين الأول 1920. وعندما اوشكت الثورة العراقية على الانتهاء بعد أن جليت حكومة الاحتلال قوات كبيرة من الهند سافر إلى الحجاز عن طريق حائل إلى المدينة المنورة وصادف أهوالا كثيرة جراء ذلك. ثم سافر من المدينة المنورة إلى عمان وصادف في سفره هذا مصاعب أيضا جمة ثم قابل الأمير الشريف عبد الله بن الحسين هناك في 11 نيسان 1921.
- حضر تاسيس امارة شرق الأردن بحضور ممثل الحكومة الإنكليزية هربرت صامؤيل في 18 نيسان 1921. وقابل هناك أيضا بعض أعضاء مؤتمر القاهرة الإنكليزي ومنهم هربرت صمؤيل ومن بمعيته في 17 نيسان 1921 وعرض عليهم مطالب الشعب العربي في العراق وذكرهم بوعود الحلفاء بالاستقلال استنادا إلى بياناتهم التي اذاعوها في 8 تشرين الثاني 1918. وانفرد به كولونيل لورنس بلقائن واخبره بخطط انكلترا في العراق السياسية التي ستسير عليها حكومة العراق. وتلبية لطلب الملك حسين بن علي ملك الحجاز لمقابلته لامر هام رحل من عمان إلى القدس ثم إلى مصر ثم إلى مكة المكرمة. عاد إلى العراق بمعبة الملك فيصل بن الحسين ولفيف من العراقيين والإنكليزي كورنواليس في 12 حزيران 1921.
- خاض ببغداد انتخابات رئاسة بلديتها ففاز بالاكثرية في اواخر عام 1921.
- خدم في سلك الإدارة للدولة العراقية بمناصب مختلفة حتى عام 1939.